# Colonia Narvarte

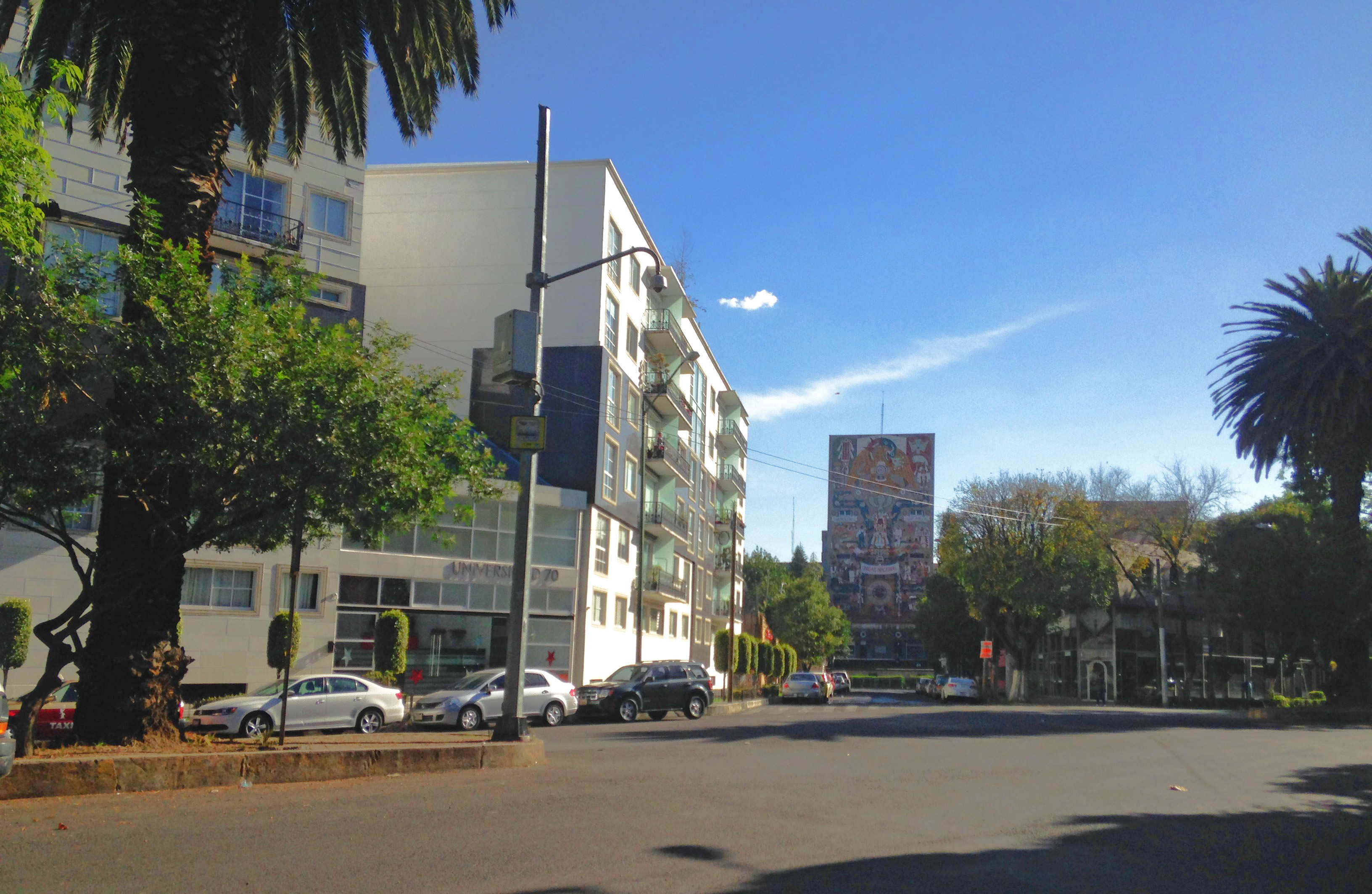
Avenida Universidad al norte de la colonia Narvarte Oriente. Al fondo se aprecia el Centro SCOP, un edificio de gobierno con murales de Juan O'Gorman, José Chávez Morado, Francisco Zúñiga y Rodrigo Arenas Betancourt.

La Colonia Narvarte es un conjunto de cinco colonias oficialmente reconocidas: Piedad Narvarte, Narvarte Poniente, Narvarte Oriente y Vértiz Narvarte, ubicadas en la alcaldía Benito Juárez de la Ciudad de México. Junto con la Colonia Del Valle y la Colonia Nápoles, forma un área con alta concentración de actividades económicas, comerciales y de servicios.
Se caracteriza por sus anchas calles con áreas verdes y avenidas con amplios camellones. Predominan las casas de estilo art decó y neocolonial, en buen estado de conservación, junto con edificios de departamentos de estilo funcionalista. En los últimos años, ha experimentado un auge inmobiliario con la construcción de edificios de departamentos de estilo minimalista, similar a lo que ocurre en la vecina Colonia Del Valle.
Dentro de la colonia se encuentran algunos edificios emblemáticos, como la Secretaría de Comunicaciones y Transportes.

## Ubicación

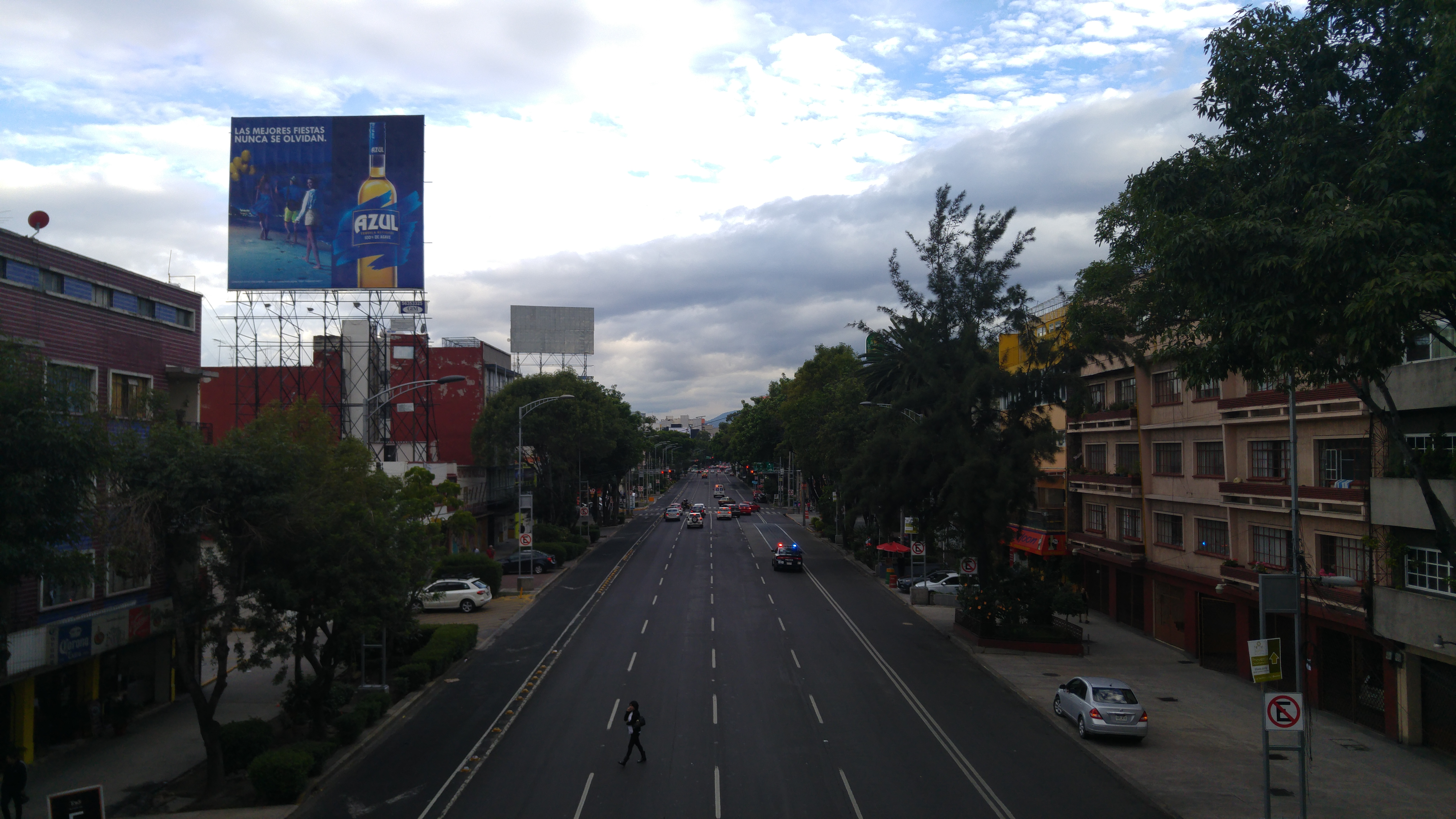
Vista hacia el sur de la Av. Cuauhtémoc a su paso por la colonia Narvarte Poniente.

Se ubica en la zona central de la Ciudad de México en la alcaldía Benito Juárez, dentro de los límites que corresponden al norte con el Viaducto Miguel Alemán y las colonias Roma sur y Buenos Aires (pertenecientes a la alcaldía Cuauhtémoc); al sur con la calle Matías Romero (entre Avenida Universidad y Doctor José María Vértiz), el Eje 6 Sur (Ángel Urraza) (entre la calle Doctor José María Vértiz y la calle Monte Albán) y Bartolomé R. Salido (entre Monte Albán y el Eje Central Lázaro Cárdenas) colindando con las colonias Letrán Valle e Independencia; al este con el Eje Central Lázaro Cárdenas y con las colonias Álamos, Postal, Miguel Alemán, Niños Héroes de Chapultepec y Periodista; y al oeste con la calle Medellín (en el tramo de la colonia Piedad Narvarte entre el Viaducto Miguel Alemán y la avenida Obrero Mundial), la calle Nicolás San Juan (entre las calzada Obrero Mundial y División del Norte) y la Avenida División del Norte (entre Nicolás San Juan y Avenida Universidad), y colindando en todas estas últimas con la colonia Del Valle.
Los límites internos de las colonias que conforman la zona de la Narvarte son: 
- Colonia Piedad Narvarte: Al norte con el Viaducto Miguel Alemán, al sur con la calzada Obrero Mundial, al este con la calle de Monte Albán y al oeste con la calle de Medellín.
- Colonia Atenor Salas: Al norte con el Viaducto Miguel Alemán, al sur con la calzada Obrero Mundial, al este con el Eje Central Lázaro Cárdenas y al oeste con la calle de Monte Albán.
- Colonia Narvarte Poniente: Al norte con la calzada Obrero Mundial, al sur con las avenidas División del Norte y Universidad, al este con la calle Xochicalco, al oeste con la calle Nicolás San Juan.
- Colonia Narvarte Oriente: Al norte con la calzada Obrero Mundial, al sur con el Eje 5 sur Eugenia, al este con el Eje Central de Lázaro Cárdenas y al oeste con la calle de Xochicalco y con la avenida División del Norte (entre la avenida Concepción Beistegui y el Eje 5 sur Eugenia).
- Colonia Vértiz Narvarte: Al norte con el eje 5 sur Eugenia, al sur con la calle Matías Romero (de avenida Universidad a Doctor José María Vértiz), Ángel Urraza (de Doctor José María Vértiz a Monte Albán) y Bartolomé R. Salido (entre Monte Albán y Doctor José María Vértiz), al este con Doctor José María Vértiz (entre el Eje 6 sur Ángel Urraza y la calle Matías Romero), la calle Monte Albán (entre Matías el Eje 6 sur Ángel Urraza y la calle Bartolomé R. Salido) y el Eje Central Lázaro Cárdenas (entre el Eje 5 sur Eugenia y Bartolomé R. Salido) y al oeste con Avenida Universidad.

## Nomenclatura
Los nombres dados a las calles de esta colonia son diversos; predominan, en sentido norte-sur, las calles con los nombres de los sitios arqueológicos del México prehispánico: calles como Uxmal, Cuenca del Petén, Xochicalco, La Quemada, Zempoala, Tajín, Palenque, Mitla y Zempoala se cruzan con Luz Saviñón, Torres Adalid y Concepción Béistegui, nombres que, en su caso, pertenecen a la vecina colonia Del Valle y que fueron respetados al asignar la nomenclatura de la Colonia Narvarte.
Las avenidas Dr. José María Vértiz, nombre de un médico y oftalmólogo mexicano de mediados del siglo XIX, y la calle Doctor Barragán continúan la nomenclatura asignada a la colonia Doctores, y atraviesan de norte a sur las colonias Doctores y Narvarte. 
De acuerdo con Edith Boorstein Couturier en su libro The Silver King, the Remarkable Life of the Count of Regla in Colonial Mexico" (Albuquerque, Universidad de México), la nomenclatura de la colonia Narvarte está dedicada a los benefactores. De entre ellos, en su libro se ocupa de la interesante vida de un personaje ilustre: Pedro Romero de Terreros, El Conde de Regla, quien nació en Cortegana, Huelva, y se dedicó a la minería, también fue un gran benefactor, fundador del Nacional Monte de Piedad en 1775.

## Historia
Sobre el origen del nombre de la colonia Narvarte: de conocimiento tradicional, y sostenida por la antropóloga María de Jesús Real Figueroa, cronista de la Delegación Benito Juárez, sostiene que el nombre de Narvarte proviene del apellido modificado de quien, a finales del siglo XVIII, compró la hacienda: Don Felipe José de Nalvarte.
Esta zona tiene sus orígenes cuando en la década de 1940 se inició el fraccionamiento de los terrenos correspondientes a la Hacienda de Narvarte que perteneció a Don Eustaquio Escandón, localizada en terrenos cercanos al Río de la Piedad, hoy en día Viaducto Miguel Alemán. Desde el momento de su fundación la Colonia Narvarte presentaba en su ordenamiento urbano algunas de las características que todavía le dan identidad como sus calles en retícula ortogonal norte - sur que son cortadas por avenidas diagonales con camellones alineados con palmas y sus edificios funcionalistas y stream-line style, muchos de ellos decorados con mosaicos de diversos colores y que albergan en sus plantas bajas pequeñas accesorias que dan vida a la zona. 
Fue a mediados de los años cincuenta que en el límite oriente de la Colonia Narvarte fue construida la Torre de la Secretaría de Comunicaciones y Transportes, un emblema de modernidad y nacionalismo posrevolucionario al estar sus muros exteriores cubiertos por brillantes murales realizados por Juan O'Gorman (también autor de la Biblioteca Central de la UNAM) Jorge Best, Arturo Estrada, entre otros jóvenes muralistas. Desgraciadamente el edificio sufrió daños en los sismos de septiembre de 1985, pero fueron arreglados en parte y modificó el edificio original, continuaron funcionando las oficinas de la Secretaría pero con el sismo de septiembre de 2017, quedó completamente abandonado e inservible, existe el proyecto de rescate pero no se ha visto ningún avance en ello. A pocos metros de la Torre de Secretaría de Comunicaciones y Transportes, en el cruce de Avenida Universidad, Vértiz y Cumbres de Maltrata encontramos la Glorieta de la SCOP, uno de los símbolos de la zona que alberga una bella fuente en medio de sus jardines y palmeras. 
En esta colonia la Narvarte vivió el escritor de la denominada literatura de la Onda Parmenides García Saldaña, pasó sus primeros años frente al parque conocido como caleta, por estar entre las calles de Caleta y Zempoala, cercano al viaducto M. Alemán para posteriormente pasar su juventud en la calle de Tajín 451 esquina con avenida Eugenia. En una casa de estilo colonial Californiano. Sus escritos fueron hechos que sucedieron en la naciente clase media y donde hace una fabulosa descripción de los hábitos y costumbres de la juventud mexicana capitalina de los años 50 y 60 y al ritmo del rock and rol. El vocabulario es notable en cuanto que reflejaban la influencia de los estados unidos. Llamada la colonia Narvarte la colonia medianía en sus libros El rey criollo y Pasto verde, obras que han influido en la literatura mexicana y urbana de los años posteriores.   
Un lugar de especial interés en la zona es el Templo de la Medalla Milagrosa, en la calle de Matías Romero, uno de los proyectos más vanguardistas de mediados del siglo XX, gracias a la belleza de sus espacios creados con una estructura de paraboloides hiperbólicos de concreto que representó en su tiempo todo un avance tecnológico reflejo de la genialidad de su diseñador, el reconocido arquitecto Félix Candela.
Otro centro católico de importancia cercano a la colonia es la Parroquia del Purísimo Corazón de María, en la calle de Gabriel Mancera y Torres Adalid, en la col. Del Valle, el cual es un Templo-Monumento dirigido a la reina madre por los Misioneros Claretianos y por los fieles de las colonias Del Valle, Narvarte y Nápoles. 
La primera piedra de la Parroquia fue colocada por el señor Delegado Apostólico Dr. D. Eugenio Filippi el 26 de julio de 1922 y el inicio de las obras de la cripta se realizaron el 24 de septiembre de 1938, según la placa conmemorativa que se encuentra en una de las puertas del acceso principal a la Parroquia. 
La Parroquia, sin duda, es de gran atractivo en la colonia Del Valle debido a la Virgen por la que lleva el mismo nombre esta iglesia, confundida con un Cristo, que sobresale sobre su cúpula y por haber sido el escenario de la película Romeo + Julieta de Leonardo Di Caprio en los años 90. 
También se dotó a la colonia de grandes parques, los cuales son el  Parque las Américas y el Jardín Manuel C. Rejón. En el límite Norte de la colonia, conformado por el Eje 1 Poniente Avenida Cuauhtémoc y el Viaducto Miguel Alemán se ubicó el estadio de Béisbol o más conocido como el Parque del Seguro Social, cuyos terrenos ahora ocupa el centro comercial Parque Delta. Este lugar fue la casa del equipo de los Diablos Rojos del México y los Tigres Capitalinos desde 1955 hasta su cierre en el año 2000, y se llegaron a jugar en el estadio partidos de las Grandes Ligas. Este estadio sirvió como morgue de la ciudad en los sismos de septiembre de 1985. 
En el cruce de las avenidas Xola y el Eje 1 Poniente Avenida Cuauhtémoc, se ubicó la glorieta de Etiopía la cual fue inaugurada durante la estancia del último Emperador de Etiopía, Haile Selassie. tanto la glorieta como las avenidas principales y otras de la colonia fueron decoradas con palmeras regaladas por el emperador y traídas desde África, algunas de ellas todavía sobreviven  en las calles de la colonia, llegaron hacer el símbolo de la colonia,  de ahí deriva el logo de la estación metro Xola, tanto esta avenida como lo que hoy es Eje Central estaban decorados por palmeras en su camellón central pero fueron destruidas al hacer las ampliaciones.
En los años 80 con la construcción de la línea tres del metro se decidió establecer una estación en la glorieta, ahí se ubicó la otrora denominada estación Etiopía del Metro de la Ciudad de México, la cual destruyo la glorieta, dando paso a una extraña plazuela, con los gobiernos de izquierda en la Ciudad de México se le intento cambiar el nombre por Plaza de la Trasparencia, pero los reclamos de preservación del nombre de Etiopía y su valor histórico se mantuvieron creando una estación y plaza con dos nombres, se conoce ahora como la estación Etiopía-Plaza de la transparencia, a partir del 25 de noviembre de 2008 se aprobó el cambio de nombre de la estación, ya que el Instituto de Acceso a la Información Pública del Distrito Federal se encuentra cerca, cabe recalcar que la costumbre mantiene en la población mas el nombre de Etiopía. Ese mismo año 2008 se rediseño la plaza para la estación de la línea 2 del MetroBus del mismo nombre, y en 2011 nuevamente se rediseña para la conexión con la línea 3 del MetroBus. 
La congestionada plaza durante la administración del jefe de gobierno Marcelo Ebrard (2006-2012) uno de los edificios de cara a la plaza lucia un jardín colgante el cual terminada su administración ya no tuvo mantenimiento, dicho edificio sufrió daños severos durante el sismo del 19 de septiembre de 2017 inhabilitando la estación del metro bus del mismo nombre, el edificio se mantiene en pie con serios daños y aún 5 años después no ha sido demolido, siendo un peligro para la zona. 
Cercano a los terrenos de la hacienda y en los límites con el Río de la Piedad, se encontraba el pueblo de la Piedad, conocido así por el convento franciscano levantado a finales del siglo XVII. Dicho convento fue demolido y en su lugar se construyó la Parroquia de Nuestra Señora de la Piedad a mediados de 1944, siendo terminada hasta el año de 1957, y considerada como uno de los ejemplos de la arquitectura religiosa contemporánea de mediados del siglo XX. El trazo del pueblo se incorporó al de las crecientes colonias fraccionadas de Narvarte, nombrado oficialmente al pueblo como Piedad Narvarte, y transformándolo en colonia cuando realmente es un pueblo originario de la Ciudad de México, estas diferencias históricas son palpables ya que primero fue el pueblo y después nació la colonia pero esta última terminó engulléndose a la pequeña población, por nombre se le forzó a permanecer en la Narvarte pero culturalmente son aparte.  
En el siglo XXI la Colonia Narvarte junto con zonas vecinas, ha visto un gran crecimiento en el número de construcciones nuevas, siendo la más destacada la del Centro Comercial Parque Delta, debe su nombre al anterior parque de béisbol que fue demolido en lugar de ser remodelado, así la colonia perdió su parte deportiva, pero ganó un centro comercial, inaugurado en 2005 con un diseño muy básico, recordándonos los años 90 y dentro de sus decoración daba alusión al antiguo parque de béisbol; alberga Liverpool, Soriana, salas de cine CINEMEX y una gran diversidad de locales comerciales. En sus inicios desgraciadamente a los alrededores los visitantes eran asaltados lo que llevó a reforzar la seguridad. 
Casi 10 años después es sometido a una ampliación y remodelación la parte original mantiene el diseño, pierde la alucino al béisbol  y se le cambiaron los colores, donde estaba el estacionamiento se construyen nuevas tiendas y restaurantes, elevadores y escaleras eléctricas, subiendo el nivel del centro comercial, atrae a más compradores de la ciudad no solamente de la colonia, de ser considerado básico a ser uno de los más relevantes, por el tipo de tiendas como H&M, Adidas, Nike, GAP, etc. alimentos de Moshi Moshi, Olive Garden y Red Lobster entre otros.
En 2014 dentro de los trabajos de ampliación de Parque Delta se demolió la octava Delegación de la Policía de la Ciudad de México, catalogada por el INBA, una pérdida irreparable en el sentido histórico y arquitectónico de la ciudad. La Delegación que fue escenario de películas mexicanas en la época de Oro, fue derribada sin permiso, por el Grupo Danhos para un estacionamiento con capacidad para mil vehículos, a cambio de renovar la coordinación territorial de procuración de justicia Benito Juárez 3, según el proyecto entregado a la Comisión de Derechos Humanos del Distrito Federal. En el lugar fueron encontrados vestigios arqueológicos los cuales actualmente pueden ser vistos desde la calle o al interior del edificio.

## Flora y Fauna

### Palmas Fénix
Una característica que distingue a la Colonia Narvarte es la presencia de largas hileras de majestuosas Palmeras sobre las principales avenidas que atraviesan la colonia, como lo son las calles de Diagonal San Antonio, Cumbres de Maltrata, Enrique Rébsamen y las partes narvartenses de las avenidas Universidad y Doctor Vértiz, entre otras. Se trata de  la especie Phoenix Canariensis chabaud, que a pesar de no ser endémica de México, ni de la colonia ni de su clima, ha sabido adaptarse de manera muy favorable. 
En una de sus giras por Tijuana,Miguel Alemán visitó Los Ángeles, California, donde vio una hilera de palmeras sobre las principales avenidas de la ciudad que lo dejaron maravillado. De regreso a la ciudad, mandó plantar palmeras en algunas partes de la Ciudad de México, como en Linda Vista, y el regente Fernando Casas Alemán se encargo de transportar y sembrar un grupo de palmeras en algunas avenidas, calles y camellones, de un modo bastante similar a las que estaban plantadas en Los Ángeles.
Con estas palmeras en la colonia Narvarte, se buscaba que marcaran un estilo arquitectónico, lo cual provocó que alrededor de los camellones que contaban con estas majestuosas palmeras fuera posible construir casas tipo colonial californiano, casi iguales a las casas que hay en el corazón de Beverly Hills. La Narvarte aún conserva una parte de estas palmeras no como en las colonias de la misma época que las han perdido en su totalidad. Muchas de estas edificaciones estuvieron a cargo de Teodoro Gildred alrededor de los años 30 y muchas de ellas se pueden seguir apreciando en la actualidad.

## Transporte
Dos líneas del Metrobús atraviesan la Colonia Narvarte: la línea 2 y la línea 3. De la línea 2 con las estaciones Etiopía-Plaza de la Transparencia -la cual se conecta con la línea 3-, Dr. Vértiz y Centro SCOP; de la línea 3, las estaciones Etiopía-Plaza de la Transparencia, Obrero Mundial, Luz Saviñón y División del Norte.
La ruta del trolebús que pasa cercana a la colonia, corre a lo largo del Eje Central Lázaro Cárdenas corresponde a la Línea A - Terminal Central de Autobuses del Norte - Terminal Central de Autobuses del Sur, se le conoce también como el "Corredor Cero Emisiones".
Las estaciones del Metro más cercanas corresponden a las de la línea 3 del Metro de la Ciudad de México. Dichas estaciones son: la estación Centro Medico (conecta con la línea 9), Etiopía-Plaza de la transparencia (anteriormente Etiopía) y la estación de Eugenia, ambas sobre el Eje 1 Poniente Avenida Cuauhtémoc.
Asimismo la Ruta 1 concesionada brinda servicios en el Eje 1 Poniente hacia Tenayuca, Tlalnepantla y Reyes Ixtacala

## Principales atractivos
- Centro Comercial Parque Delta

El Parque Delta fue un estadio de béisbol. Durante las primeras décadas del Siglo pasado, fue la máxima casa del béisbol mexicano, pues albergaba muchos de los partidos de la Liga Mexicana de Béisbol, que en esos años se jugaba casi exclusivamente en la capital del país.
El Parque Delta fue inaugurado en 1928 y sustituyó al Parque Franco Inglés (sede del primer juego de Liga Mexicana y que estuvo funcionando hasta 1936) como el principal escenario del béisbol. Junto al Delta, también se jugaba en los parques Álvaro Obregón y Villa de Guadalupe. En sus inicios no era casa de ningún equipo en específico, los diversos equipos de la capital del país usaban el Delta y los otros parques como sedes para sus partidos.
Para 1940 es remodelado y se convirtió en casa de los más importantes equipos de la época, los Azules de Veracruz y los Diablos Rojos de México. A principios de los 50, se suscitó una tragedia al derrumbarse parte del graderío que estaba hecho de madera, causando la muerte de 2 jóvenes aficionados. Finalmente el Parque Delta sería vendido al IMSS y para 1955 en la misma ubicación se construyó la que sería la máxima catedral del béisbol, el Parque del Seguro Social.
En la actualidad, en el terreno que ocuparan el Parque Delta y el Parque del IMSS, se ubica el centro comercial "Parque Delta", en recuerdo de ese estadio.
- La cercanía con la Colonia Del Valle

- Parque de Las Américas
- Iglesia de la Medalla Milagrosa ubicada en la calle de Matías Romero esquina con Ixcateopan a una cuadra del Metro División del Norte
- Parroquia de Nuestra Señora del Sagrado Corazón de Jesús, que está ubicada en Romero de Terreros, lo particular en ella es la pintura que tiene en el techo.
- Glorieta SCOP

En el cruce de Avenida Universidad, Vértiz y Cumbres de Maltrata, encontramos uno de los símbolos -si no es que el más importante- de la zona, que alberga una bella fuente en medio de sus jardines donde los vecinos suelen sacar a pasear a sus mascotas, montar en bicicleta y degustar algún platillo, ya que alrededor del lugar existen varios comercios como taquerías y bares.
- Plaza de la Transparencia
- Iglesia de Nuestra Señora de la Piedad
- En la avenida Dr. Jose Maria Vertiz, muy cercano ala glorieta SCOP ,  encontramos el Teatro 11 de Julio.
- Restos del antiguo templo y convento dominico de nuestra señora de la piedad en una vitrina del actual edificio y estacionamiento del ministerio público en el cruce de Obrero Mundial y Avenida Cuauhtémoc

- Además cuenta para los fanáticos de la cerveza artesanal con el tap room, con más líneas en Latinoamérica; tiene 52 líneas que ofrecen distintos estilos (Hop the beer Experience).

## Personajes destacados
- Armando Vega Gil músico fundador de Botellita de Jerez
- Carlos Salinas de Gortari, Presidente de México durante 1988-1994.
- Alberto García Aspe, exfutbolista y seleccionado mexicano en las Copas del Mundo de 1994, 1998 y 2002.
- Jimmie Nicol, ex baterista de Los Beatles.[5]
- Ernesto "Che" Guevara, revolucionario Argentino.
- Miguel Herrera, exfutbolista y ex entrenador de la selección mexicana.
- Alex Lora, Músico y líder de la banda El Tri.
- Héctor Suárez, actor.
- José Agustín, escritor
- Parménides García Saldaña, escritor
- Xavier Velasco, escritor
- Alejandro González Iñárritu, cineasta, guionista y compositor mexicano ganador de los Premios Óscar.
- Héctor González Iñárritu, Directivo de la Selección mexicana de fútbol y hermano mayor de Alejandro.
- Sergio Loo (1982-2014), autor de "Narvarte Pesadilla"[6] (Editorial Moho, 2017), vivió toda su vida en la colonia Narvarte.

- Pelé, exfutbolista brasileño, ganador de la Copa Mundial de fútbol México 70 y considerado uno de los mejores de todos los tiempos.
- Garrincha, exfutbolista brasileño, ganador de la Copa Mundial de fútbol México 70.
- Haile Selassie, último Emperador de Etiopía, la estación de metro  Etiopía fue nombrada en su honor tras su visita.
- Pedro Infante, vivió en la calle Rébsamen
- Juan Rulfo
- Adal Ramones